# Kanton Évreux-1
 Évreux-1 is een kanton van het Franse departement Eure. Het kanton maakt deel uit van het arrondissement   Évreux.  

Het kanton telde 24.978 inwoners op 1 januari 2022.

Het kanton werd gevormd ingevolge het decreet van 25  februari 2014 met uitwerking op 22 maart 2015.

## Gemeenten
Het kanton Évreux-1 omvat bij zijn oprichting volgende gemeenten:
- Arnières-sur-Iton
- Évreux  (hoofdplaats) (westelijk deel)
- Saint-Sébastien-de-Morsent

1. ↑  Populations de référence 2022.